# قصر باردو (باجة)
قصر باردو هو قصر ملكي أثري شيّده الباي الحسيني علي باي الأول سنة 1734 (الذّي كان وليا للعهد آن ذاك) ثم جدد علي باي الثاني.

## تاريخه
تعتبر مدينة باجة منذ القدم مدينة فلاحية ثريّة لذلك إهتمت بها جميع السلالات المتعاقبة على حكم البلاد، ومن بين هؤلاء هم العثمانيون الذّين ركّزوا فيها حامية للجيش الانكشاري ومع ازدياد أهمية المدينة قرر ولي العهد حينها علي باي الأوّل بتوسيع المحلّة وقام ببناء قصر بجانبها سمي بقصر باردو تيمنا على قصر باردو في العاصمة. تحوّل القصر فيما بعد إلى إقامة صيفيّة للبايات ينزلون بها في كل سنة قصد استخلاص الجباية. 

و نظرا لأهميته قام حسين باي بن محمد بتكليف المعماري عمر بلانكو بتجديد الصور والأبراج فتمّ ذلك على أحسن منوال أندلسي.

## عمارته
تميّز القصر بقبابة المزخرفة وسقوفه المزركشة وجليزه البديع وفواراته العجيبة وحدائقه الجميلة حيث يتكون القصر من حديقتين كبيرة وأخرى صغيرة مع مجموعة أخرى من المباني كالمخازن والمطبخ ودار العيال ودار القصعة واسطبل ومسجد وحمام كما يوجد بالطابق العلوي للقصر بيت الملك ومحكمة إضافة إلى غرف لأتباع الباي كغرفة خزندار.

## قصر باردو اليوم
رغم المصاريف الضخمة التّي صرفت على بنائه إلا أنّه إنهار ولم يبقى منه إلا بعض المباني كما قام الديوان الوطني للتراث بإهماله ولم يهتم به.

و أصبحت المنطقة المحيطة بالقصر حيا سكانيا كبيرا.